# Casey Malone
Casey Malone (Wheat Ridge, 6 aprile 1977) è un discobolo statunitense, finalista alle olimpiadi di Atene 2004.
Ha un primato personale di 68,49 m.

## Palmarès
| Anno | Manifestazione    | Sede    | Evento           | Risultato | Misura  | Note |
| ---- | ----------------- | ------- | ---------------- | --------- | ------- | ---- |
| 1996 | Mondiali juniores | Sydney  | Lancio del disco | Oro       | 56,22 m |      |
| 2003 | Mondiali          | Parigi  | Lancio del disco | 16º       | 61,50 m |      |
| 2004 | Olimpiadi         | Atene   | Lancio de disco  | 6º        | 64,33 m |      |
| 2008 | Olimpiadi         | Pechino | Lancio del disco | 19º       | 61,26 m |      |
| 2009 | Mondiali          | Berlino | Lancio del disco | 5º        | 66,06 m |      |